# Victor Marijnen
Victor Gerard Marie "Vic" Marijnen (Arnhem, 21 de febrero de 1917-La Haya, 5 de abril de 1975) fue un político neerlandés, miembro del Partido Popular Católico (KVP). Se desempeñó como primer ministro de los Países Bajos desde el 24 de julio de 1963 hasta el 14 de abril de 1965.
Funcionario público por ocupación, trabajó para el ministerio de agricultura y pesca de los Países Bajos desde 1941 hasta 1957, siendo su titular entre 1959 y 1963. Desde 1968 hasta su fallecimiento, fue alcalde de La Haya.

## Biografía

### Primeros años
En 1941 se graduó en derecho de la Universidad Radboud de Nimega y trabajó en las divisiones de contabilidad del ministerio de comercio, industria y navegación y el ministerio de agricultura, pesca y alimentación. En 1945 fue adscrito al consejo para la restitución de los derechos legales.
En 1949, se convirtió en secretario de la sociedad de agricultura y en 1951, secretario general del departamento de comercio agrícola exterior del ministerio de agricultura, pesca y alimentación. Desde 1957 fue secretario de la Asociación General de Empleadores Católicos y de la Federación Católica de Asociaciones de Empleadores.

### Carrera política
Integró el gabinete de Jan de Quay como ministro de agricultura y pesca del 19 de mayo de 1959 al 24 de julio de 1963 e inmediatamente después (tras elecciones generales), hasta el 14 de abril de 1965, fue primer ministro y ministro de asuntos generales. También fue ministro interino de asuntos sociales y salud de Jan de Quay desde el 3 de julio de 1961 hasta el 17 de julio de 1961, tras la renuncia de Charles van Rooy.
Se desempeñó durante un breve período como miembro de la Cámara de Representantes de los Estados Generales (cámara baja del parlamento) desde el 2 de julio de 1963 hasta el 24 de julio de 1963.
De 1965 a 1966, fue nuevamente miembro de la Cámara de Representantes y, al mismo tiempo (de 1965 a 1968), presidente de la junta de la autoridad de Rijnmond. En 1967 también fue nombrado presidente del consejo de correos y telecomunicaciones. Desde 1968 hasta su fallecimiento, el 5 de abril de 1975, se desempeñó como alcalde de La Haya. Falleció por un ataque al corazón.

## Controversias
En 1956, era presidente de un hogar de niños en la provincia de Güeldres, donde los sacerdotes abusaban sexualmente de niños. Según el periódico Telegraph, informó en marzo de 2012 que Marijnen «intervino para que se eliminaran las penas de prisión de varios sacerdotes condenados por abusar de niños». La Iglesia Católica neerlandesa organizó la castración de una de las víctimas mientras vivía en el hogar de niños en 1956, después de que él reportó a la policía de haber sido abusado sexualmente.